# Navacarros
Navacarros – gmina w Hiszpanii, w prowincji Salamanka, w Kastylii i León, o powierzchni 8,55 km². W 2011 roku gmina liczyła 136 mieszkańców.